# Éver Banega
Éver Maximiliano David Banega (ur. 29 czerwca 1988 w Rosario) – argentyński piłkarz występujący na pozycji środkowego pomocnika w saudyjskim klubie Asz-Szabab Rijad. Wcześniej grał w Valencii CF. Przeszedł do niej w styczniu 2008 roku za 17,5 miliona euro z Boca Juniors. W sezonie 2008/2009 przebywał na wypożyczeniu w Atlético Madryt.
W 2008 roku został powołany do reprezentacji U-23, prowadzonej przez Sergio Batistę na Igrzyska Olimpijskie w Pekinie, gdzie Argentyna zdobyła złoty medal.

## Sukcesy

### Klubowe
Boca Juniors
- Copa Libertadores: 2007

Valencia
- Copa del Rey: 2007/2008

Sevilla
- Liga Europy UEFA: 2014/2015, 2015/2016

### Reprezentacyjne
- Mistrzostwo Świata U-20: 2007
- Mistrzostwo Olimpijskie: 2008
- Wicemistrzostwo Copa America: 2015, 2016